# Liu Ye
Liu Ye (cinese tradizionale: 劉燁; cinese semplificato: 刘烨; Jilin, 23 marzo 1978) è un attore cinese di cinema e televisione.

## Biografia
Liu ha dato avvio alla propria carriera di attore quando aveva 20 anni, studiando Arti Performative alla Central Academy of Drama di Pechino. Il primo film nel quale ha recitato, Postmen in the Mountains, gli procurò già la prima nomination come "Miglior attore di supporto" ai Golden Rooster Awards del 1999. Poco dopo la laurea, Liu Ye ha vinto il premio come "Miglior Attore" ai trentottesimi Golden Horse Awards di Taiwan, per aver interpretato il ruolo di un giovane e sensibile ragazzo gay nel film Lan Yu, del 2001. Il film causò anche un certo scandalo, poiché presentava la prima scena di nudo integrale frontale di un uomo cinese, in questo caso proprio il personaggio di Liu Ye, per un'inquadratura relativamente prolungata. Tre anni più tardi, Liu vinse ancora il premio come "Miglior Attore" ai ventiquattresimi Golden Rooster Awards, per il film The Foliage. Diversi film di Liu Ye sono stati presentati ad alcuni festival cinematografici internazionali, quali Lan Yu, Balzac e la Piccola Sarta Cinese, Purple Butterfly e The Floating Landscape.
Nel tempo, Liu ha interpretato ruoli tra i più diversi: da personalità semplici, oneste, quasi contadine, a persone introverse e malinconiche, fino ad approdare a virili personaggi Casanova. Diversi registi internazionali l'hanno chiamato a recitare nei loro film, tra i quali ricordiamo Stanley Kwan (Lan Yu), Chen Kaige (The Promise), Zhang Yimou (La città proibita) e John Woo (Blood Brothers).
Nel 2007, è stato mostrato in diversi festival cinematografici internazionali il primo film hollywoodiano di Liu Ye, Dark Matter, ispirato da una storia vera accaduta a metà anni '90. Liu interpreta il ruolo di Liu Xing, brillante fisico cinese appena laureato, e recita insieme alla famosa attrice statunitense Meryl Streep. Il film ha vinto il premio Alfred P. Sloan al Sundance Film Festival del 2007, ed è stato pubblicato negli Stati Uniti ad aprile del 2008. Nello stesso anno, Liu ha recitato nel suo primo ruolo da antagonista, nel film Connected (nel quale appare invecchiato rispetto alla sua reale età), remake dell'americano Cellular.
Nel 2007, Liu Ye ha iniziato ad interpretare il ruolo del protagonista nel film City of Life and Death, in memoria del settantesimo anniversario del massacro di Nanchino del 1937. Il film, diretto dal regista cinese Lu Chuan, è uscito nelle sale cinematografiche nel 2009, sebbene le riprese siano iniziate i primi di ottobre del 2007. Le scene sono state girate in diverse località della Cina, da Tianjin a Changchun.
Il 5 luglio 2009, Liu ha sposato a Pechino la ventinovenne fotografa francese Anais Martane.
Nel 2013 lavora a fianco di Jackie Chan nell'ultimo capito della saga Police Story.

## Filmografia
- Postmen in the Mountains (1999) - Son
- Lan Yu (2001) - Lan Yu
- Hua Er Nu Fang (2001) - Ding Tian
- Sky Lovers (2002) - Jiakuan
- Balzac e la Piccola Sarta Cinese (2002) - Ma
- The Foliage (2003) - Liu Simeng
- Sudden Lover (2003) - Xie Liao Sha
- Purple Butterfly (2003) - Situ (Szeto)
- The Floating Landscape (2003) - Lit
- Jasmine Women (2004) - Xiao Du
- The Ghost Inside (2005) - Fang Cheng
- Mob Sister (2005) - Pilota
- Mini (2005) - Kang
- The Promise (2005) - Snow Wolf
- La città proibita (2006) - Principe incoronato Wan
- Dark Matter (2007) - Liu Xing
- Blood Brothers (2007) - Da Gang
- Underdog Knight (2008) - Lao San
- Connected (2008) - Fok
- City of Life and Death (2009) - Lu Jian Xiong
- Tie Ren (2009)
- The Founding of a Republic (2009)
- The Bombing - La battaglia di Chongqing, regia di Xiao Feng (2018)